# Jacqueline Emerson
Jacqueline Emerson é uma atriz dos Estados Unidos. Atuou em "The Hunger Games". como "Foxface" (cara de raposa), em 2011 lançou seus primeiros singles como Catch Me If You Can e Peter Pan.

## 1994-2006: Início da vida e carreira
Desde jovem, Jacqueline mostrou interesse tanto em cantar com em atuar. Desde então, ela tem participado de muitas dublagens, tanto para rádio como para televisão. Ela também já se apresentou em inúmeras produções profissionais de reprise.

## 2006-2012: Devo 2.0,  Rei da Selva e Jogos Vorazes
Em 2006, Emerson trabalhou com a banda da disney, Devo 2.0 como tecladista. Ela também fez sua estréia na televisão , dando voz os gêmeos de tigre em Rei da Selva.
Em 2007, a banda se separou quando a vocalista Nicole Stoehr e o guitarrista Nathan Norman sairam da banda e disseram que não voltariam para a banda pois o álbum fracassou.Quatro anos mais tarde, após a divisão bandas , Emerson começou um canal no YouTube onde lançou o videoclipe de seu single " Peter Pan " e no ano seguinte "Catch Me If You Can ".
Em 2012, Emerson fez sua estréia no cinema na aventura de ficção científica, Jogos Vorazes como o tributo do Distrito 5. Ela apareceu novamente em The Hunger Games 'Tribute Video Diaries. Após o sucesso do filme, Emerson e o resto do elenco de Jogos Vorazes foram em uma The Hunger Games Convention Tour.

## 2012-presente: Primeiro álbum de estúdio e projetos futuros
Em 2012, Emerson anunciou que vai trabalhar em um álbum de estúdio, que contará com "Peter Pan" e "Catch Me If You Can". Em 2013, em uma entrevista, Emerson anunciou que ela estaria trabalhando em Filho do Sul, onde ela disse a Jen Yamato da Movieline: "Estou muito animada, eu não tenho certeza de quando ele sairá ainda porque ele não tem financiamento integral, mas estou muito animada para fazer parte deste projeto, porque é uma história muito importante. É a história de Bob Zellner, que é um ativista dos direitos civis, e estou honrada por fazer parte dela, vai ser muito divertido para trazer à vida." Ela também anunciou que tinha assinado com um novo gerente e que está à espera de uma audição para mais projetos para o futuro.